# ۱۱۹۵ (قمری)
۱۱۹۵ (قمری)، هزار و صد و نود و پنجمین سال در گاهشماری هجری قمری است. اول محرم این سال برابر با بیست و هشتم دسامبر سال ۱۷۸۰ میلادی است.

## رویدادها
تاج گذاری آغا محمدخان قاجار و آغاز سلسله قاجاریه.

## وابسته
- آذر بیگدلی